# Надеждино (Аургазинський район)
Наде́ждино (рос. Надеждино, башк. Надеждин) — присілок у складі Аургазинського району Башкортостану, Росія. Входить до складу Уршацької сільської ради.
Населення — 42 особи (2010; 68 в 2002).
Національний склад:
- татари — 52%